# Звуковой ландшафт
Звуковой ландшафт (англ. soundscape) — это система звуковых элементов, которая возникает в окружающей среде. Она может сочетать в себе как природные звуки, так и воспроизводимые людьми и технологиями, являясь частью культурного ландшафта, выраженного в звуке. Восприятие звукового ландшафта зависит от слушателя, субъективно. Один и тот же звуковой ландшафт может восприниматься по-разному, но формально будет включать в себя одинаковые элементы, которые, в том числе, могут быть обнаружены звукозаписывающими технологиями.
Изучением акустических взаимоотношений между людьми, живыми организмами и окружающей их средой, занимается экология звукового ландшафта. Звуковой ландшафт состоит из звуков, создаваемыми людьми — антропофония; звуков, создаваемыми живыми организмами — биофония и звуками, создаваемыми неживой природой.

## Происхождение термина
Термин «soundscape» был разработан канадским композитором и исследователем Рэймондом Шафером. Он был обеспокоен растущим значением визуальной модальности для общества и посвятил ряд работ формированию культуры слуха. В его интерпретации звуковой ландшафт — это композиция звуков, которые воспринимает человек в окружающем его жизненном пространстве. Он так же различал «hi-fi» и «lo-fi» ландшафты, говоря про первый, что он позволяет слушателю улавливать более далекие территориально звуки, «как малолюдный пейзаж открывает широкое обозрение», в то время как во втором случае «перспектива теряется», когда «индивидуальные акустические сигналы тонут в плотной популяции звуков». 

Несмотря на некоторые проблемы, которые Шафер приписывал звуковым технологиям и частные замечания, что те звуковые ландшафты, которые существуют в природе, никогда не сравнятся с порожденными компьютером. Чтобы сохранить «культуру слуха» он основал новую дисциплину «акустическия экология» или «экоакустика», которая занимается изучением взаимоотношений звуков и живых существ (в частности людей) в их среде обитания. Со временем это направление разрослось и теперь можно обратиться ко множеству данных, собранных в течение десятилетий. Особую ценность представляют полностью восстановленные звуковые ландшафты мест из различных стран в электронном виде.
Он отмечает, что если нет конфликта, если все звуки различимы или неразрывны во взаимодействии с другими, то тогда важно уже «диалектическое этих звуков». То что он называет «диалектическим звуковым ландшафтом». Так что Шафер вовсе не в оппозиции к шумным, плотным системам, но при условии сохранения значения связи всех элементов.
Нужно заметить, что термин не всегда применяется в его изначальной интерпретации и рассуждения Шафера по поводу разных видов не всегда берутся в рассмотрение.
Так, например, сегодня звуковыми ландшафтами все чаще называют имитации естественных сред с помощью аудиотехнологий. При этом композитор Бэрри Труакс активно работающий в этой сфере отмечает, серьезное отличие между этим типом звуковых ландшафтов и различными формами электроакустической музыки: «в то время как электроакустическая музыка стремится отделить записанные звуки от оригинального контекста, в симуляционных звуковых ландшафтах, напротив, природный контекст сохраняется, увеличивается и используется композитором». Исследователь Мишель Холмс, с другой стороны, рассматривает термин звуковой ландшафт исключительно в рамках экоакустики и считает, что наличие его частей в фильмах и музыке попадает в категорию спецэффектов.

## Экоакустика
Акустическая экология или экоакустика возникла в конце 1960-х благодаря Р. Шаферу и его команде в университете Симона Фрейзера, Ванкувер, Канада как часть World Soundscape Project. Оригинальная команда включала Бэрри Труакса, Брюса Дэвиса и Питера Хьза. Первое исследование, опубликованное в рамках проекта, называется Звуковой ландшафт Ванкувера. Позже интерес к этой области стал нарастать и вскоре исследования в рамках акустической экологии стали важной частью научных достижений всего мира. В 1993 году был проведен интернациональный форум и образовано Мировое сообщество исследователей акустической экологии (WFAE).
На 2015 год особенный интерес представляют проблемы изменения акустических сред во времени, взаимосвязи между восприятие и пониманием окружающей среды, аналитические методы восприятия звуковых систем, антропологический эффект эволюции определенных звуковых ландшафтах, а также проблема избыточного уровня шумов и перегруженности звуковых ландшафтов. Новые технологии открывают все большие возможности для записи, манипуляции и анализа материала, а поскольку дисциплина существует уже несколько десятилетий, есть возможность отслеживания динамики и практического применения полученных данных.